# 世界大百科事典

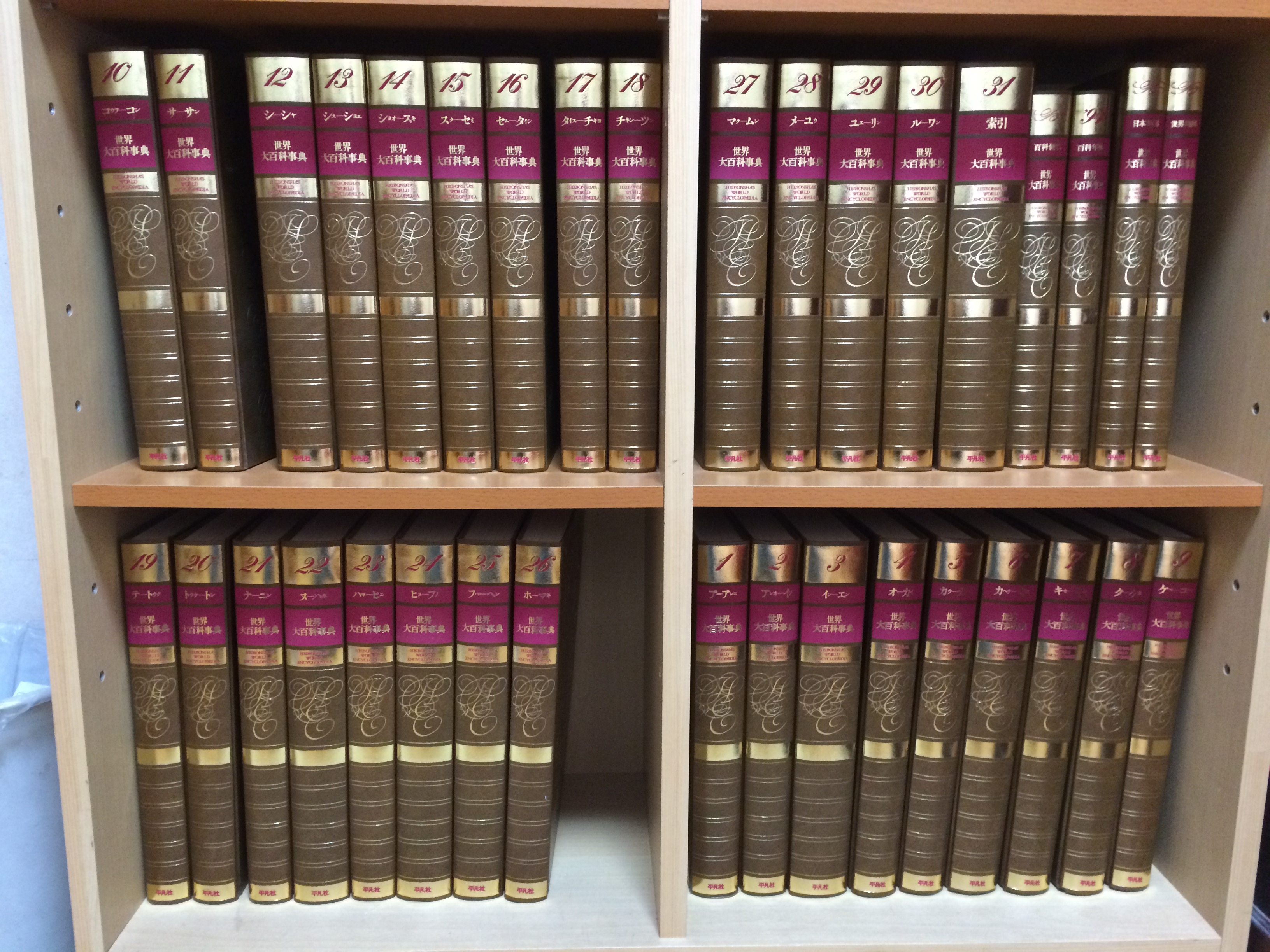
《世界大百科事典》

《世界大百科事典》（せかいだいひゃっかじてん）是平凡社出版的日文百科全書，是日本兩大百科全書之一（另一套是《日本大百科全書》）。現在是最全面最新的日文百科全書。

## 格式
現時《世界大百科事典》有三個版本：
1. 世界大百科事典：首次在1984－1985年印製，共16冊；1988年再印，則擴展為35冊
2. 世界大百科事典DVD版本
3. 世界大百科事典互聯網版本，成立於1999年

後來平凡社不再為《世界大百科事典》出版實體書，所以現在只有DVD及互聯網的版本。